# 須田信正
須田 信正（すだ のぶまさ）は、戦国時代の武将。信濃国高井郡須田郷の国衆。福島城主。須田信政とも称した。

## 生涯
須田信正ら須田氏は信濃源氏井上氏の一族。戦国期には当初村上氏に従っていたが、武田信玄の信濃侵攻を受けて一族が分裂した。須田郷を本拠とした須田信頼（信正の父）は武田方に属した一方で、大岩郷を領した一族の満国・満泰・満親らは越後の長尾景虎を頼り在所を退去した。信頼・信正父子は武田氏の信濃先方衆となった。
天正10年（1582年）3月、織田信長の武田征伐による武田家滅亡後の天正壬午の乱では、北信濃を確保した上杉景勝に従属した。
上杉氏従属後の信正は小県郡の徳川方・真田昌幸と対峙し、同12年（1584年）には真田氏の勢力圏である上野吾妻郡へ攻勢を仕掛けた。3月には岩井昌能・市川信房と共に羽尾源六郎を支援して丸岩城を乗っ取り、更に三原を確保して真田氏の信濃・上野間の連絡を遮断した。同時期に上杉氏は徳川方の小笠原貞慶にも攻勢をかけており、信正は4月1日に直江兼続より信濃千見城（現・大町市）への軍勢派遣を依頼されているが、これを断っている。
その一方で真田氏や徳川氏の調略も行われ、4月1日に海津城副将の屋代秀正が徳川氏に内通し、海津城を退去して自身の居城である荒砥城に籠城した。この屋代氏の離反に対処するため以後上杉軍の吾妻郡への攻勢はみられなくなり、また信正自身も上杉氏より内通を疑われるようになった。
翌13年（1585年）、真田昌幸への内通嫌疑を受けて、海津城代・上条宜順により処刑された。処刑の時期は3月27日とも5月8日ともされるが明らかでない。
子の満乗は慶長元年（1596年）に越中へ出奔しており、同6年（1601年）にその子・忠長が上杉氏に帰参している。子孫は米沢藩士となった。